# Томислав Кетиг
Томислав Кетиг (Нова Градишка, 12. септембар 1932 — Нови Сад, 16. јануар 2020) био је српски и југословенски књижевник, песник, приповедач, романописац, драматург, енциклопедиста и есејиста. Такође је писао и студије из историје и књижевне критике. Аутор је романа Луде године из 1973. по ком је настао истоимени филм.
Добитник је више признања у земљи и иностранству, укључујући и Орден братства и јединства, Октобарску награду Новог Сада, годишњу награду Друштва књижевника Војводине, награду Стражилово и награду Владе Баден-Виртемберга.

## Биографија
Рођен је 12. септембра 1932. у Новој Градишки, у тадашњој Краљевини Југославији. Детињство је провео у Белој Цркви и Бјеловару, а након тога је живео у Новом Саду. Студирао је на Медицинском факултету Универзитета у Београду, а дипломирао на Филозофском факултету Универзитета у Новом Саду.
Од 1959. године радио је као уредник у новосадској издавачкој кући Прогрес, а након гашења овог издавача 1965. прелази у Форум. Ту остаје све до 1976. године, када почиње да ради у редакцији за Војводину Енциклопедије Југославије. У Енциклопедији Југославије је објавио више од 100 чланака.
Био је главни уредник Енциклопедије Војводине при Војвођанској академији наука и уметности. Био је и председник Друштва књижевника Војводине и в.д. председника Савеза књижевника Југославије, уредник више часописа из области културе, антологија поезије.
Објавио је више збирки поезије, драма (од којих су многе успешно извођене у иностранству), као и више романа и есеја. Дела су му преведена на албански, француски, мађарски, македонски, холандски, немачки, словачки, словенски, румунски, руски, русински, шведски и италијански. Преводио је дела Едгара Алана Поа, Дилана Томаса, Ернеста Хемингвеја, Џека Лондона и других. У стрипу је оставио значајан трага као уредник Прогресових и Форумових издања Цртани романи, Панорама и Стрипотека.

## Дела
- Прометеј у повратку, 1962.
- Возачев ноктурно, 1964.
- У цара Трајана козје уши, 1965.
- Последњи дани Сиракузе, 1967.
- Помрачења, 1969.
- Слепи путници, 1972.
- Луде године, 1973.
- Сањари и фотографи зоре, 1975.
- Кулосфера, 1978.
- Аманет, 1981.
- Поеме и баладе, 2002.
- Велебитски орао, 2007.
- Дуга сенка свитања, 2007.
- Ракова деца, 2007.